# WTA Finals 2017 - Doppio
Ekaterina Makarova e Elena Vesnina erano le detentrici del titolo, ma sono state sconfitte in semifinale da Kiki Bertens e Johanna Larsson.
Tímea Babos e Andrea Hlaváčková hanno vinto il titolo sconfiggendo in finale Bertens e Larsson con il punteggio di 4–6, 6–4, [10–5].

## Giocatrici
1. Chan Yung-jan /  Martina Hingis (semifinale)
2. Ekaterina Makarova /  Elena Vesnina (semifinale)
3. Tímea Babos /  Andrea Hlaváčková (campionesse)
4. Ashleigh Barty /  Casey Dellacqua (quarti di finale)

1. Gabriela Dabrowski /  Xu Yifan (quarti di finale)
2. Anna-Lena Grönefeld /  Květa Peschke (quarti di finale)
3. Andreja Klepač /  María José Martínez Sánchez (quarti di finale)
4. Kiki Bertens /  Johanna Larsson (finale)

## Tabellone

### Legenda
| - Q = Qualificato - WC = Wild card - LL = Lucky loser | - ALT = Alternate - SE = Special Exempt - PR = Protected Ranking | - w/o = Walkover - r = Ritirato - d = Squalificato |

|  | Quarti di finale | Quarti di finale                           | Quarti di finale                           | Quarti di finale | Quarti di finale |  |  | Semifinali | Semifinali                       | Semifinali                       | Semifinali                   | Semifinali |   |     | Finale | Finale                        | Finale | Finale | Finale |  |
|  |                  |                                            |                                            |                  |                  |  |  |            |                                  |                                  |                              |            |   |     |        |                               |        |        |        |  |
|  | 1                | Chan Yung-jan Martina Hingis               | Chan Yung-jan Martina Hingis               | 6                | 6                |  |  |            |                                  |                                  |                              |            |   |     |        |                               |        |        |        |  |
|  | 6                | Anna-Lena Grönefeld Květa Peschke          | Anna-Lena Grönefeld Květa Peschke          | 3                | 2                |  |  | 1          | Chan Yung-jan Martina Hingis     | Chan Yung-jan Martina Hingis     | 4                            | 65         |   |     |        |                               |        |        |        |  |
|  | 3                | Tímea Babos Andrea Hlaváčková              | Tímea Babos Andrea Hlaváčková              | 6                | 6                |  |  | 3          | Tímea Babos Andrea Hlaváčková    | Tímea Babos Andrea Hlaváčková    | 6                            | 7          |   |     |        |                               |        |        |        |  |
|  | 7                | Andreja Klepač María José Martínez Sánchez | Andreja Klepač María José Martínez Sánchez | 3                | 4                |  |  |            |                                  |                                  |                              |            |   |     | 3      | Tímea Babos Andrea Hlaváčková | 4      | 6      | [10]   |  |
|  | 8                | Kiki Bertens Johanna Larsson               | 7                                          | 6(1)             | [10]             |  |  |            |                                  | 8                                | Kiki Bertens Johanna Larsson | 6          | 4 | [5] |        |                               |        |        |        |  |
|  | 4                | Ashleigh Barty Casey Dellacqua             | 67                                         | 7                | [6]              |  |  | 8          | Kiki Bertens Johanna Larsson     | Kiki Bertens Johanna Larsson     | 6                            | 6          |   |     |        |                               |        |        |        |  |
|  | 5                | Gabriela Dabrowski Xu Yifan                | Gabriela Dabrowski Xu Yifan                | 1                | 1                |  |  | 2          | Ekaterina Makarova Elena Vesnina | Ekaterina Makarova Elena Vesnina | 4                            | 3          |   |     |        |                               |        |        |        |  |
|  | 2                | Ekaterina Makarova Elena Vesnina           | Ekaterina Makarova Elena Vesnina           | 6                | 6                |  |  |            |                                  |                                  |                              |            |   |     |        |                               |        |        |        |  |